# Los Pocitos, Simojovel
Los Pocitos är en ort i Mexiko.   Den ligger i kommunen Simojovel och delstaten Chiapas, i den sydöstra delen av landet, 700 km öster om huvudstaden Mexico City. Los Pocitos ligger 768 meter över havet och antalet invånare är 386.
Terrängen runt Los Pocitos är kuperad åt nordost, men åt sydväst är den bergig. Runt Los Pocitos är det ganska glesbefolkat, med 45 invånare per kvadratkilometer. Närmaste större samhälle är Simojovel de Allende, 1,3 km öster om Los Pocitos. I omgivningarna runt Los Pocitos växer huvudsakligen savannskog.